# جينيفيف مورتون
جينيفيف مورتون (بالإنجليزية: Genevieve Morton)‏ هي عارضة أزياء جنوب أفريقية ولدت في يوم 9 يوليو 1986 في مدينة بينوني في محافظة خاوتينغ في جنوب أفريقيا، وفي 2012 تم اختيار جينيفيف مورتون كأكثر النساء إثارة في جنوب أفريقيا حسب مجلة إف إتش إم.

## روابط خارجية
- جينيفيف مورتون على موقع دليل عارضات الأزياء (الإنجليزية)